# Kunzeana benedicti
Kunzeana benedicti är en insektsart som först beskrevs av Beamer 1943.  Kunzeana benedicti ingår i släktet Kunzeana och familjen dvärgstritar.
Artens utbredningsområde är Texas. Inga underarter finns listade i Catalogue of Life.